# Хлопицько-весельська культура

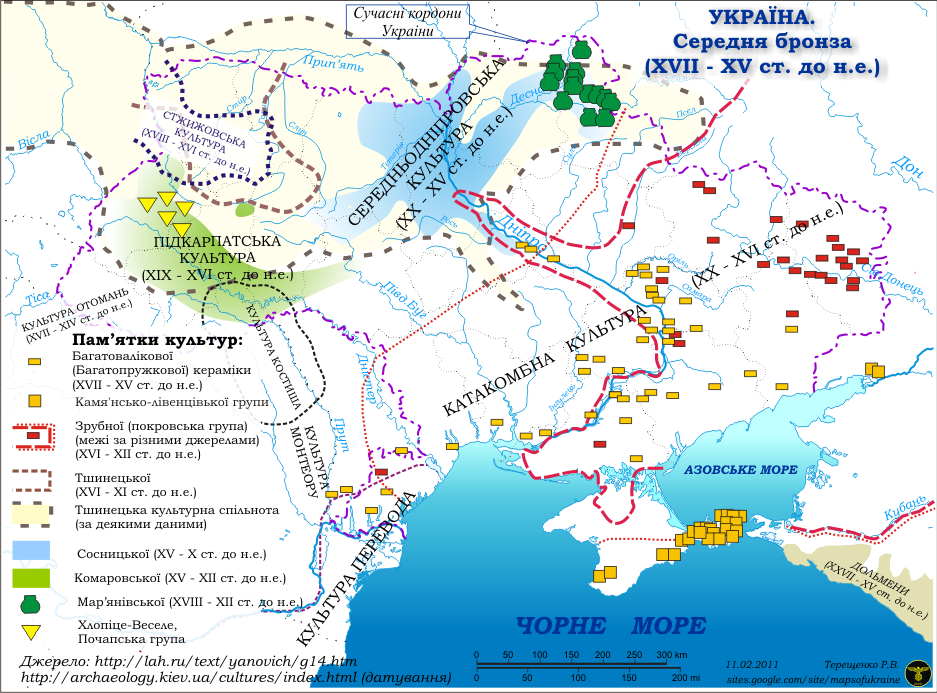

Хлопицько-весельська культура, Хлопице-Веселе культура — археологічна культура бронзовіої доби на терені Польщі та України. Належить до кола культури шнурової кераміки.
Названа за характерними пам'ятками у польському селі Хлопице та словацькому Веселе.
Датується XIX—XI століттями до н. е. Імовірно, виникла наприкінці існування Краківсько-сандомирської групи передкарпатської культури. Ігор Свешніков датує почапські пам'ятки 1900—1800 роками до н. е., можливо, з продовженням у 2-й чверті 2-го тисячоліття до н. е.
За теорією польських археологів, Хлопицько-весельська культура склалася на основі культури шнурової кераміки під впливом культури дзвоноподібних келихів.

## Поширення
У Польщі її область поширення обіймає водосточище верхньої Вісли, верхнього Бугу і верховин Одри. На заході межа проходила вздовж Просни. На півночі межа проходила Мазурським поозір'ям. На південь за Карпатами займала частину західної Словаччини та східної Моравії, тобто область у водосточищі річки Вага та лівобережжя сточища Морави. На сході Словаччини Кошицьку улоговину. На сході кордон проходив по верхньому сточищу річок Буг та Дністер (Надбузька улоговина).

## Почапська група
В Україні Хлопицько-весельська культура представлена ґрунтовими могильниками у міжріччі верховин Бугу та Дністра: у міста Золочів, у сіл Почапи й Звенигород. Окремі поховання у сіл Чижиків, Дедилів, Рипнів.
1931 року ґрунтовий могильник досліджено у села Почапи на Львівщині
Поховання у неглибоких (20—60 см від сучасної поверхні) овальних, підпрямокутних ямах у скорченому положенні. У могилах покладено глиняний посуд (ківшики, глечики, прикрашені відбитком від шнура), крем'яні та кістяні (вовчі) вироби (проколки, голка), мідні вироби (наконечник стріли, спіральні пронизки, бляхи, навіски, браслети, персні, кільця), навіска з видобутої раковини. Мідь за аналізом походить із металургійних центрів Словаччини та Чехії.

### Пам'ятки почапської групи
Усі пам'ятки почапської групи хлопицько-весельської культури в Україні знаходяться у Львівській області:
- Львів, Чижиків, Звенигород, Почапи, Золочів.[2]